# Hôtel Heuzé de Vologer
L’hôtel Heuzé de Vologer ou hôtel de Lambertye est un ancien hôtel particulier, situé au no 4, place Vendôme, dans le 1er arrondissement de Paris.
Construit en 1709, pour le marquis Laurent-François Heuzé de Vologer, par l’architecte Jacques V Gabriel, il est notamment la propriété de Nicolas Cuisy du Fey, puis de son petit-fils, le comte Nicolas Geoffroy de Villemain.
De 1842 à 1934, il est, conjointement à l’hôtel Thibert des Martrais au no 6, transformé en établissement hôtelier, l’hôtel meublé du Rhin. Celui-ci accueille le futur empereur Napoléon III, en 1848, à la suite de son élection à la présidence de la République.
Il est aujourd’hui la propriété du groupe LVMH, qui en fait l’écrin d’une de ses marques, la maison Louis Vuitton.

## Situation
L’hôtel est situé au sud de la place et est mitoyen de l’hôtel Thibert des Martrais au no 6 et de l’hôtel Marquet de Bourgade au no 2.

## Historique
L’hôtel est construit en 1709, à la demande du marquis Laurent-François Heuzé de Vologer, par l’architecte Jacques V Gabriel. Le marquis s’éteint en 1747, et sa fille aînée, la marquise Louise-Françoise Vatboy du Metz de Ferrières, vend l’hôtel en 1751, à Nicolas Cuisy du Fey, secrétaire du roi et sous-fermier général de Soissons.
L’hôtel passe ensuite à sa fille, Marie-Marguerite-Élisabeth qui épouse Antoine-Pierre Geoffroy de Vandières en 1744, puis à leur fils, le comte Nicolas Geoffroy de Villemain, qui épouse, en 1770, Claire-Madeleine de Lambertye.
En 1749, une partie de l’hôtel est louée au couple, Geoffroy Chalut de Vérin et Élisabeth Varanchan, partie qu’ils finissent par acquérir en 1751, et qui revient dans le giron du comte de Villemain en 1787, à la suite du décès de Chalut de Vérin.
Le comte achète l’hôtel Thibert des Martrais, voisin, à son confrère et ami, Jacques Paulze et laisse à sa femme la jouissance de cet hôtel, où elle tient salon, notamment en compagnie de son amant, le marquis François-Camille de Polignac, jusqu’à son exécution en 1794.
En 1802, le comte meurt et cède ses deux hôtels par testament au négociant belge Jacques-Lièvin Van Caneghem, dont la famille en conserve la propriété jusqu’en 1842, année où les deux édifices sont acquis par la famille Prudhomme, qui les transforme en établissement hôtelier, l’hôtel meublé du Rhin.
En 1922, la famille Prudhomme vend l’établissement à l’homme d’affaires, André Millon, propriétaire du Grand-Hôtel, du Meurice, de l’Édouard-VII et du Prince de Galles. En 1929, à la suite du krach boursier, le groupe Millon, très affaibli est contraint de vendre l’établissement, à la suite de sa liquidation en 1934.
Dans les années 1980, l'hôtel est profondément dénaturé, tous les décors d'origine sont détruits et remplacés par de vastes pièces aménagés en bureaux. 
L’immeuble appartient, depuis 2011, tout comme l’hôtel Marquet de Bourgade au no 2, au groupe LVMH, qui en a fait l’écrin de sa filiale, la maison Louis Vuitton.

## Protection
L’hôtel est classé partiellement aux monuments historiques, pour ses façades et toitures, par arrêté du 3 avril 1933.